# Список умерших в 667 году

## Январь
- 23 января — Ильдефонс Толедский — святой, архиепископ Толедо (657—667), аббат толедского бенедиктинского монастыря в Агали неподалёку от Толедо.

## Дата неизвестна или требует уточнения
- Бонифаций, герцог Эльзаса.
- Вигхерд, архиепископ Кентерберийский.
- Даосюан[англ.] — китайский буддийский монах, переводчик.
- Северус Себохт[англ.] — сирийский учёный и епископ.